# Droga wojewódzka 647
Die Droga wojewódzka 647 (DW 647) ist eine 46 Kilometer lange Droga wojewódzka (Woiwodschaftsstraße) in der polnischen Woiwodschaft Masowien und der Woiwodschaft Podlachien, die Dęby mit Stawiski verbindet. Die Strecke liegt im Powiat Ostrołęcki und im Powiat Kolneński.

## Streckenverlauf
Woiwodschaft Masowien, Powiat Ostrołęcki
-  Dęby (DW 645)
- Pupkowizna

Woiwodschaft Podlachien, Powiat Kolneński
- Cieloszka
- Turośl
- Trzcińskie
- Ptaki
- Zabiele
-  Kolno (DK 63)
- Stary Gromadzyn
- Czernice
- Pachuczyn
- Chmielewo
-  Stawiski (S 61, DK 61, DW 648)